# Liste der Einträge im National Register of Historic Places im Monroe County (Missouri)

Lage des Monroe County in Missouri

Die Liste der Einträge im National Register of Historic Places im Monroe County in Missouri führt die Bauwerke und historischen Stätten im Monroe County auf, die in das National Register of Historic Places aufgenommen wurden.
| [ 3 ] | Name                                                    | Bild                                                    | Eintragsdatum        | Lage                                                                                                | Ort         | Beschreibung |
| ----- | ------------------------------------------------------- | ------------------------------------------------------- | -------------------- | --------------------------------------------------------------------------------------------------- | ----------- | ------------ |
| 1     | Crigler Mound Group Archeological Site                  |                                                         | 1969 ID-Nr. 69000115 | Adresse nicht veröffentlicht                                                                        | Florida     |              |
| 2     | Farmers and Merchants Bank Building                     | Farmers and Merchants Bank Building                     | 2012 ID-Nr. 11001020 | 201–207 South Main Street 39° 39′ 8″ N, 91° 44′ 4,9″ W                                              | Monroe City |              |
| 3     | Holliday Petroglyphs                                    |                                                         | 1974 ID-Nr. 74001083 | Adresse nicht veröffentlicht                                                                        | Holliday    |              |
| 4     | Mark Twain State Park Picnic Shelter at Buzzard’s Roost | Mark Twain State Park Picnic Shelter at Buzzard’s Roost | 1985 ID-Nr. 85000515 | Abseits der MO 107 39° 28′ 23″ N, 91° 47′ 37″ W                                                     | Santa Fe    |              |
| 5     | Paris Male Academy                                      | Paris Male Academy                                      | 1990 ID-Nr. 90001103 | 411 East Monroe Street 39° 28′ 56″ N, 91° 59′ 40″ W                                                 | Paris       |              |
| 6     | St. Jude’s Episcopal Church                             | St. Jude’s Episcopal Church                             | 2000 ID-Nr. 00001397 | 301 North Main Street 39° 39′ 16″ N, 91° 44′ 5″ W                                                   | Monroe City |              |
| 7     | Mark Twain Birthplace Cabin                             | Mark Twain Birthplace Cabin                             | 1969 ID-Nr. 69000116 | Mark Twain State Park, rund 4 km südlich von Florida an der MO 107 39° 30′ 48″ N, 91° 45′ 6″ W      | Florida     |              |
| 8     | Union Covered Bridge                                    | Union Covered Bridge                                    | 1970 ID-Nr. 70000342 | Brücke über den Salt River rund 10 km westlich von Paris an der Elk Fork 39° 25′ 58″ N, 92° 6′ 9″ W | Paris       |              |
| 9     | Merritt Violette House                                  | Merritt Violette House                                  | 1983 ID-Nr. 83001031 | Abseits der MO 107 39° 29′ 37″ N, 91° 47′ 6″ W                                                      | Florida     |              |
| 10    | Washington School                                       | Washington School                                       | 1994 ID-Nr. 94001502 | 529 South Locust Street 39° 38′ 17″ N, 91° 44′ 12″ W                                                | Monroe City |              |